# رده‌بندی استاندارد بین‌المللی تحصیلات
رده‌بندی استاندارد بین‌المللی تحصیلات با کوته‌نوشت ISCED یک چهارچوب اطلاعاتی برای دسته‌بندی آموزش و پرورش است که توسط سازمان آموزشی، علمی و فرهنگی ملل متحد نگهداری می‌شود. این دسته‌بندی یکی از اعضای خانواده دسته‌بندی‌های اقتصادی و اجتماعی سازمان ملل است.

## سطح تحصیلات بر اساس ISCED 1997
| سطح | نام                                          | مهارت‌های اصلی |
| --- | -------------------------------------------- | --- |
| ۰   | آموزش پیش‌دبستانی                             | نخستین مرحله از آموزش سازمان‌یافته که کودکان را با محیط مدرسه آشنا می‌کند و مهارت‌های شناختی، فیزیکی، اجتماعی و عاطفی آنان را توسعه می‌دهد.                                                               |
| ۱   | آموزش ابتدایی                                | معمولاً بین سن ۵ تا ۷ سال، خواندن، نوشتن، ریاضیات و سایر موضوعات جزو برنامه‌های این سطح هستند. |
| ۲   | آموزش ابتدایی بالاتر یا آموزش متوسطه پایین‌تر | این دوره برای کامل کردن آموزش‌های ابتدایی طراحی شده‌است و هدف آن قوی کردن پایه یادگیری و توسعه انسانی است.                                                                                              |
| ۳   | آموزش متوسطه بالاتر                          | از سن ۱۵ یا ۱۶ سالگی آغاز می‌شود و تکمیل‌کننده تحصیلات متوسطه می‌باشد. |
| ۴   | تحصیلات پسامتوسطه                            | برنامه‌هایی که فرد را برای ورد به مرحله سوم آماده می‌کند و دارای یک نگرش بین‌المللی از تحصیلات است. در این سطح دانش شرکت‌کنندگانی که سطح ۳ را گذرانده‌اند کامل‌تر شده و برای ورود به دوره سوم آماده می‌شوند. |
| ۵   | مرحله اول دوره سوم تحصیلات                   | برنامه‌های این سطح شامل آموزش‌های پیشرفته است که ممکن است در قالب دانشگاهی ارائه شود یا دارای جهتگیری خاصی باشد و فرد را برای یک پیشه آماده کند.                                                        |
| ۶   | مرحله دوم دوره سوم تحصیلات                   | برنامه‌های دوره سوم، شامل صلاحیت‌های تحقیقاتی پیشرفته مثل پی‌اچ‌دی است و دربردارنده مطالعات پیشرفته است که محدود به کلاس درسی نمی‌باشد. این دوره معمولاً با ارائه پایان‌نامه و تحقیق اصل همراه است.          |

## سطوح تحصیلات بر اساس ISCED 2011
| سطح | نام                                | توضیحات |
| --- | ---------------------------------- | --- |
| ۰   | آموزش اولیه دوران کودکی            | آموزش و طراحی به کودکان زیر سه سال جهت آمادگی برای حضور در آموزش در سطوح بالاتر |
| ۰   | آموزش آمادگی                       | آموزش جهت برنامه‌ریزی حضور کودکان بالای سه سال جهت حضور در آموزش بالاتر |
| ۱   | آموزش ابتدایی                      | برنامه‌هایی که به‌طور معمول برای دانش آموزان اجرا می‌شود و آنان را با مهارت‌های اساسی در خواندن، نوشتن و ریاضیات ایجاد می‌کند. این سطح به جهت ایجاد پایه محکم برای یادگیری طراحی شده‌اند.                    |
| ۲   | آموزش متوسطه پایین                 | مرحله اول در آموزش متوسطه که به‌طور معمول موضوعی تر از آموزش ابتدایی می‌باشد |
| ۳   | آموزش متوسطه                       | مرحله دوم و نهایی متوسطه که آمادگی برای آموزش‌های عالی و اشتغال را ایجاد می‌کند |
| ۴   | آموزش غیر متوسطه پس از دوره متوسطه | برنامه‌هایی با ارائه تجربیات یادگیری که بر پایه آموزش متوسطه بنا شده و برای ورود به بازار کار یا آموزش عالی آماده می‌باشد. مطالب در این سطح گسترده‌تر از متوسطه است اما به اندازه آموزش عالی پیچیده نیست. |
| ۵   | دوره آموزش عالی دوره کوتاه         | برنامه‌های این دوره کوتاه به‌طور معمول مبتنی بر فعالیت خاص شغلی است و برای ورود به بازار کار آماده می‌شوند. این برنامه‌ها همچنین ممکن است مسیری را برای سایر برنامه‌های آموزشی فراهم کند.                   |
| ۶   | کارشناسی یا معادل آن               | برنامه‌ها و دانش‌های حرفه ای که منجر به دریافت یک مدرک تحصیلی می‌شود. |
| ۷   | کارشناسی ارشد یا معادل آن          | برنامه‌ها و دانش‌های تخصصی تر و حرفه ای تر که منجر به بالا رفتن مهارت‌های تحصیلی می‌شود. این دوره معمولاً با یک پایان‌نامه و دفاع از مدرک همراه می‌باشد.                                                      |
| ۸   | دکترا یا معادل آن                  | برنامه‌های مبتنی بر تحقیق که به‌طور حرفه ای روی یک تخصص خاص کار می‌کند و در نهایت با یک تز پایانی و دفاع همراه می‌باشد.                                                                                    |